# Макгауэнс, Брайс
Брайс Макгауэнс (англ. Bryce McGowens; род. 8 ноября 2002, Пендлтон, Южная Каролина) — американский профессиональный баскетболист клуба НБА «Портленд Трэйл Блэйзерс».

## Профессиональная карьера

### Шарлотт Хорнетс (2022–2024)
Макгауэнс был выбран под 40-м номером командой «Миннесота Тимбервулвз» на драфте НБА 2022 года, после чего был обменян в «Шарлотт Хорнетс». 2 июля 2022 года «Хорнетс» объявили, что подписали с Макгауэнсом двусторонний контракт. По условиям сделки он делил время между «Хорнетс» и «Гринсборо Сворм» из Джи-Лиги НБА. 26 февраля 2023 года «Хорнетс» конвертировали сделку Макгауэнса в многолетний контракт. Макгауэнс был отчислен из «Хорнетс» 6 июля 2024 года.

### Портленд Трэйл Блэйзерс (2024–настоящее время)
11 июля 2024 года Макгауэнс подписал двусторонний контракт с «Портленд Трэйл Блэйзерс». В 13 играх за «Портленд» в сезоне НБА 2024/2025 он в среднем набирал 1,0 очка, 0,2 подбора и 0,2 передачи. 26 марта 2025 года, играя за «Рип-Сити Ремикс», Макгауэнс получил перелом правого ребра, из-за которого досрочно завершил сезон.

## Статистика

### Статистика в НБА
| Сезон                                                                                    | Команда  | Регулярный сезон | Регулярный сезон | Регулярный сезон | Регулярный сезон | Регулярный сезон | Регулярный сезон | Регулярный сезон | Регулярный сезон | Регулярный сезон | Регулярный сезон | Регулярный сезон | Серия плей-офф | Серия плей-офф | Серия плей-офф | Серия плей-офф | Серия плей-офф | Серия плей-офф | Серия плей-офф | Серия плей-офф | Серия плей-офф | Серия плей-офф | Серия плей-офф |
| Сезон                                                                                    | Команда  | GP               | GS               | MPG              | FG%              | 3P%              | FT%              | RPG              | APG              | SPG              | BPG              | PPG              | GP             | GS             | MPG            | FG%            | 3P%            | FT%            | RPG            | APG            | SPG            | BPG            | PPG            |
| ---------------------------------------------------------------------------------------- | -------- | ---------------- | ---------------- | ---------------- | ---------------- | ---------------- | ---------------- | ---------------- | ---------------- | ---------------- | ---------------- | ---------------- | -------------- | -------------- | -------------- | -------------- | -------------- | -------------- | -------------- | -------------- | -------------- | -------------- | -------------- |
| 2022/23                                                                                  | Шарлотт  | 46               | 7                | 17,1             | 39,6             | 32,5             | 75,0             | 2,0              | 1,2              | 0,3              | 0,1              | 5,3              | Не участвовал  | Не участвовал  | Не участвовал  | Не участвовал  | Не участвовал  | Не участвовал  | Не участвовал  | Не участвовал  | Не участвовал  | Не участвовал  | Не участвовал  |
| 2023/24                                                                                  | Шарлотт  | 59               | 14               | 14,9             | 43,9             | 33,3             | 77,6             | 1,7              | 0,9              | 0,4              | 0,2              | 5,1              | Не участвовал  | Не участвовал  | Не участвовал  | Не участвовал  | Не участвовал  | Не участвовал  | Не участвовал  | Не участвовал  | Не участвовал  | Не участвовал  | Не участвовал  |
| 2024/25                                                                                  | Портленд | 13               | 0                | 2,5              | 28,6             | 0,0              | 83,3             | 0,2              | 0,2              | 0,1              | 0,0              | 1,0              | Не участвовал  | Не участвовал  | Не участвовал  | Не участвовал  | Не участвовал  | Не участвовал  | Не участвовал  | Не участвовал  | Не участвовал  | Не участвовал  | Не участвовал  |
|                                                                                          | Всего    | 118              | 21               | 14,4             | 41,5             | 32,3             | 76,6             | 1,7              | 0,9              | 0,3              | 0,1              | 4,8              | Не участвовал  | Не участвовал  | Не участвовал  | Не участвовал  | Не участвовал  | Не участвовал  | Не участвовал  | Не участвовал  | Не участвовал  | Не участвовал  | Не участвовал  |
| Наведите курсор мыши на аббревиатуры в заголовке таблицы, чтобы прочесть их расшифровку. |          |                  |                  |                  |                  |                  |                  |                  |                  |                  |                  |                  |                |                |                |                |                |                |                |                |                |                |                |

### Статистика в Джи-Лиге
| Сезон                                                                                    | Команда         | Регулярный сезон | Регулярный сезон | Регулярный сезон | Регулярный сезон | Регулярный сезон | Регулярный сезон | Регулярный сезон | Регулярный сезон | Регулярный сезон | Регулярный сезон | Регулярный сезон | Серия плей-офф | Серия плей-офф | Серия плей-офф | Серия плей-офф | Серия плей-офф | Серия плей-офф | Серия плей-офф | Серия плей-офф | Серия плей-офф | Серия плей-офф | Серия плей-офф |
| Сезон                                                                                    | Команда         | GP               | GS               | MPG              | FG%              | 3P%              | FT%              | RPG              | APG              | SPG              | BPG              | PPG              | GP             | GS             | MPG            | FG%            | 3P%            | FT%            | RPG            | APG            | SPG            | BPG            | PPG            |
| ---------------------------------------------------------------------------------------- | --------------- | ---------------- | ---------------- | ---------------- | ---------------- | ---------------- | ---------------- | ---------------- | ---------------- | ---------------- | ---------------- | ---------------- | -------------- | -------------- | -------------- | -------------- | -------------- | -------------- | -------------- | -------------- | -------------- | -------------- | -------------- |
| 2022/23                                                                                  | Гринсборо Сворм | 10               | 10               | 35,4             | 43,7             | 21,8             | 82,8             | 4,0              | 4,1              | 1,7              | 0,2              | 22,4             | Не участвовал  | Не участвовал  | Не участвовал  | Не участвовал  | Не участвовал  | Не участвовал  | Не участвовал  | Не участвовал  | Не участвовал  | Не участвовал  | Не участвовал  |
| 2024/25                                                                                  | Рип-Сити Ремикс | 30               | 30               | 34,6             | 48,5             | 34,1             | 81,7             | 3,8              | 3,4              | 1,5              | 0,7              | 28,4             | Не участвовал  | Не участвовал  | Не участвовал  | Не участвовал  | Не участвовал  | Не участвовал  | Не участвовал  | Не участвовал  | Не участвовал  | Не участвовал  | Не участвовал  |
|                                                                                          | Всего           | 40               | 40               | 34,8             | 47,4             | 31,3             | 81,9             | 3,9              | 3,6              | 1,5              | 0,6              | 26,9             | Не участвовал  | Не участвовал  | Не участвовал  | Не участвовал  | Не участвовал  | Не участвовал  | Не участвовал  | Не участвовал  | Не участвовал  | Не участвовал  | Не участвовал  |
| Наведите курсор мыши на аббревиатуры в заголовке таблицы, чтобы прочесть их расшифровку. |                 |                  |                  |                  |                  |                  |                  |                  |                  |                  |                  |                  |                |                |                |                |                |                |                |                |                |                |                |

### Статистика в NCAA
| Сезон | Команда  | Conf    | Class | GP | GS | MPG  | FG%  | 3P%  | FT%  | RPG | APG | SPG | BPG | PPG  |
| --- | -------- | ------- | ----- | -- | -- | ---- | ---- | ---- | ---- | --- | --- | --- | --- | ---- |
| 2021/22 | Небраска | Big Ten | FR    | 31 | 31 | 33,3 | 40,3 | 27,4 | 83,1 | 5,2 | 1,4 | 0,7 | 0,3 | 16,8 |
| Всего | Всего    | Всего   | Всего | 31 | 31 | 33,3 | 40,3 | 27,4 | 83,1 | 5,2 | 1,4 | 0,7 | 0,3 | 16,8 |
| Наведите курсор мыши на аббревиатуры в заголовке таблицы, чтобы прочесть их расшифровку Статистика приведена с сайта sports-reference.com |          |         |       |    |    |      |      |      |      |     |     |     |     |      |